# Mompha trithalama
Mompha trithalama é uma espécie de mariposa do gênero Mompha pertencente à família Coleophoridae.